# テーン・ムルダー
テーン・ムルダー（Teun Mulder、1981年6月18日- ）は、オランダ・ズユーク出身の自転車競技（トラックレース）選手。
自国の母国語であるオランダ語に即した言い方だと、トゥーン・ミュルデル（もしくはトゥーン・ミュルダー）という名称に近いが、日本の自転車競技関連雑誌及びWebでは以前より当該名称を使用しており、また、国際競輪でも当該名称で登録されている。

## 経歴
2004年
- アテネオリンピックのチームスプリントでは、ボス兄弟（テオ・ボス、ヤン・ボス）と組んで出場。本選1回戦で日本（長塚智広、伏見俊昭、井上昌己）に敗れた。

2005年
- 世界選手権
  -  ケイリン 優勝
  - チームスプリント 2位
- UCIトラックワールドカップ2004-2005
  - ロサンゼルス - ケイリン & チームスプリント 優勝

2006年
- UCIトラックワールドカップ2005-2006
  - シドニー - チームスプリント 優勝

2007年
- 国際競輪初出場。16戦4勝、優勝1回の成績を挙げた。
- UCIトラックワールドカップ2007-2008
  - 北京 - チームスプリント 優勝

2008年
- 世界選手権
  - チームスプリントにおいて、テオ・ボス、ティム・フェルトとトリオを組んで3位
  - ケイリン決勝ではクリス・ホイに次いで2位に入る。
  -  1kmタイムトライアルでは、1分01秒332のタイムをマークして優勝し、出場機会を得た種目で全てメダル獲得を果たした。

2009年
- 同年より競輪の短期登録選手制度によって2年間選手登録され、2009年は6ヶ月間にわたり出走し20戦9勝、優勝2回。2着5回。
- UCIトラックワールドカップ2009-2010
  - カリ - チームスプリント 優勝

2010年
- 世界選手権
  -  1kmTTで1分00秒341のタイムをマークし、同種目2度目の優勝。
- 前年に引き続き、同年も4月から半年間競輪に出走し、通算27戦15勝 2着4回 優勝3回。

2011年
- 世界選手権
  - 1kmTT 2位
  - ケイリン 3位
- 短期免許を更新したため、当年も競輪に出走する予定だったが、東日本大震災の影響を受け来日中止となった。

2012年
- ロンドン五輪・ケイリンではサイモン・ヴァン・ヴェルトホーヴェンと同着の3位。